# Rhaebo
Rhaebo – rodzaj płazów bezogonowych z rodziny ropuchowatych (Bufonidae).

## Zasięg występowania
Rodzaj obejmuje gatunki występujące od wschodniego Hondurasu do północnej i zachodniej Kolumbii, północno-zachodniego Ekwadoru i północno-zachodniej Wenezueli; niziny amazońskie w Wenezueli, Kolumbii, Ekwadorze, Peru, Boliwii i Brazylii; region Gujana.

## Systematyka

### Etymologia
- Phrynomorphus: gr. φρυνη phrunē, φρυνης phrunēs „ropucha”[6]; μορφη morphē „forma, wygląd”[7]. Gatunek typowy: Bufo leschenaulti A.M.C.Duméril & Bibron, 1841 (= Bufo guttatus Schneider, 1799).
- Rhaebo: gr. ῥαιβος rhaibos „krzywy, koślawy”[8].
- Andinophryne: nowołac. Andinus „andyjski, z Andów”, od Andium „Andy”; gr. φρυνη phrunē, φρυνης phrunēs „ropucha”[4]. Gatunek typowy: Andinophryne colomai Hoogmoed, 1985.

### Podział systematyczny
Do rodzaju należą następujące gatunki:
- Rhaebo andinophrynoides Mueses-Cisneros, 2009
- Rhaebo atelopoides (Lynch & Ruiz-Carranza, 1981)
- Rhaebo blombergi (Myers & Funkhouser, 1951) – ropucha Blomberga[9]
- Rhaebo caeruleostictus (Günther, 1859)
- Rhaebo ceratophrys (Boulenger, 1882) – ropucha rogata[9]
- Rhaebo colomai (Hoogmoed, 1985)
- Rhaebo ecuadorensis Mueses-Cisneros, Cisneros-Heredia & McDiarmid, 2012
- Rhaebo glaberrimus (Günther, 1869)
- Rhaebo guttatus (Schneider, 1799)
- Rhaebo haematiticus (Cope, 1862)
- Rhaebo hypomelas (Boulenger, 1913)
- Rhaebo lynchi Mueses-Cisneros, 2007
- Rhaebo nasicus (Werner, 1903)
- Rhaebo olallai (Hoogmoed, 1985)